# Caktus de Saltillo
El Caktus de Saltillo es un equipo del Circuito de Básquetbol del Noreste con sede en Saltillo, Coahuila, México.

## Historia

### Inicios
El Caktus de Saltillo ingresó al CIBANE en el 2010, y juegan sus partidos de local en el Gimnasio Municipal de Saltillo.

### Actualidad
En la Temporada 2011, el Caktus logró quedar en la cuarta posición en su segunda incursión en el circuito.